# Tanyproctus tenasserimensis
Tanyproctus tenasserimensis är en skalbaggsart som beskrevs av Keith 2007. Tanyproctus tenasserimensis ingår i släktet Tanyproctus och familjen Melolonthidae. Inga underarter finns listade i Catalogue of Life.